# Tomasz Wróblewski (dziennikarz)
Tomasz Andrzej Wróblewski (ur. 5 maja 1959 w Warszawie) – polski dziennikarz, publicysta i youtuber. Redaktor naczelny tygodnika „Newsweek Polska” (2001–2004, 2005–2006), magazynu „Profit”, „Dziennika Gazety Prawnej” (2010–2011), dziennika „Rzeczpospolita” (2011–2012); od marca 2015 do sierpnia 2016 roku redaktor naczelny tygodnika „Wprost”. Od września 2014 roku prezes zarządu fundacji Warsaw Enterprise Institute, warszawskiego think-tanku o profilu konserwatywnym. Jest członkiem Europejskiego Komitetu Ekonomiczno-Społecznego.

## Życiorys
Studiował na Wydziale Historycznym Uniwersytetu Warszawskiego, w 1985 ukończył studia na Wydziale Nauk Politycznych uniwersytetu w Houston.
Od 1982 mieszkał w Stanach Zjednoczonych. Pracował na polach naftowych i na lokalnych uczelniach. W latach 1986–1990 był także korespondentem Radia Wolna Europa z Waszyngtonu, później RMF FM oraz dzienników „Życie Warszawy” i „Życie”. W 1992 ukazała się książka Bill Clinton. Ani chwili do stracenia..., w której Wróblewski opisał życie Billa Clintona, świeżo wybranego 42. prezydenta Stanów Zjednoczonych.
Po powrocie do Polski pracował przez krótki czas jako dyrektor programowy w RMF FM, a następnie jako zastępca redaktora naczelnego, najpierw w dzienniku „Życie” (w 1998), później w tygodniku „Wprost” (w latach 1998–2001), prowadził też program WprosTV na antenie telewizji TVN. Był redaktorem naczelnym tygodnika „Newsweek Polska” od początku istnienia pisma w 2001 do 2004 i ponownie od 2005 do 2006. W międzyczasie był redaktorem naczelnym miesięcznika „Profit” oraz dyrektorem wydawniczym polskiej edycji „Newsweeka” i magazynu „Profit”. Od 1 listopada 2006 był wiceprezesem i dyrektorem zarządzającym grupy wydawniczej Polskapresse odpowiedzialnym za nowe projekty wydawnicze. Odpowiadał m.in. za dziennik „Polska”. We wrześniu 2008 odszedł ze stanowiska. Od 1 marca 2010 do 5 października 2011 był redaktorem naczelnym „Dziennika Gazety Prawnej”. Od 27 października 2011 do listopada 2012 był redaktorem naczelnym dziennika „Rzeczpospolita”. Od stycznia 2013 roku jest publicystą tygodnika „Do Rzeczy”.
Był stałym gościem w programie telewizyjnym „Bumerang” na antenie telewizji Polsat i Polsat News. Od września 2014 współprowadzący audycji „Ekonomia raport” w Telewizji Republika. W marcu 2015 zastąpił Sylwestra Latkowskiego na stanowisku redaktora naczelnego „Wprost”. W sierpniu 2016 roku zakończył pracę w tygodniku. Od 2017 roku prowadzi audycję ekonomiczną „Rządy pieniądza” w Polskim Radio 24.
We wrześniu 2014 roku został prezesem zarządu założonej rok wcześniej fundacji Warsaw Enterprise Institute, konserwatywnego think-tanku, koncentrującego się na kwestiach państwa, bezpieczeństwa, gospodarki i demografii.
W kwietniu 2016 roku prawomocnie skazany za zniesławienie firmy kolporterskiej Garmond Press, ułaskawiony przez Prezydenta Andrzeja Dudę w styczniu 2017.
Od kwietnia 2018 roku na kanale tejże fundacji w serwisie YouTube publikowane są felietony autorstwa Wróblewskiego o tematyce społeczno-gospodarczo-politycznej, tworzone w ramach cyklu „Wolność w Remoncie”.
Wykładał na Collegium Civitas.

## Życie prywatne
Jest synem Andrzeja Wróblewskiego, wieloletniego publicysty tygodnika „Polityka”.